# Blas Hermosilla
Blas José María Hermosilla (Lambaré, 3 de febrero de 1987) es un futbolista paraguayo. Juega de portero y actualmente milita en el Martín Ledesma de la División Intermedia.

## Clubes
| Club                 | País     | Año         |
| -------------------- | -------- | ----------- |
| Olimpia              | Paraguay | 2005 - 2011 |
| Independiente CG     | Paraguay | 2012        |
| Olimpia              | Paraguay | 2013        |
| General Caballero    | Paraguay | 2014 - 2015 |
| Ovetense Fútbol Club | Paraguay | 2016        |
| Martín Ledesma       | Paraguay | 2021        |